# YOLK
YOLK（ヨーク）は、日本の2人組の音楽グループ。ソフト・ロックをベースに、ジャズ,ソウル,ボサノヴァ等の音楽を織り交ぜたサウンドが特徴である。

## 概要
和田怜、向田悠作の2人による音楽グループ。
ソフトロックをベースに、ジャズ、ボサノヴァ、ソウル、AOR、インディー・フォーク等を取り入れたジャンルレスな楽曲を制作している。
また、楽曲制作においてメンバー達の自宅にてレコーディングからマスタリングまで行う宅録家グループである。
学生時代からの同級生。
メンバーチェンジを経て2023年より現体制で活動を開始。

## メンバー
- 和田怜（わだ　れい）
  - 鹿児島県出身[1]
  - ジャズやボサノバを愛する両親の元で育ち、14歳より独学でギターを弾き始める。[1]
  - 主にリードボーカル・ギターを担当している。[1]
  - Rei Wada名義で弾き語り等のソロ活動も行っている。[1]
  - 2021年にボサノバ弾き語り集Solo Albumをリリース。[1]
  - 2022年にピアニスト横山起朗との共作"円盤と便箋"をリリース。[1]
- 向田悠作（むこうだ　ゆうさく）
  - 鹿児島県出身[1]
  - 家族の影響で幼少期から楽器に触れ、10代後半から独学で作曲や編曲を始める。YOLK結成をきっかけに自宅での多重録音を始める。[1]
  - 主にギター・コーラスを担当している。[1]
  - ギター、ベース、ドラム、パーカッション、シンセサイザー等を演奏するマルチプレイヤーであり、制作・録音時における全ての楽器の演奏・プログラミングを担当している。[1]
  - YOLKの他にサポートミュージシャンとして活動しており、ギター・バッキングボーカルを担当するGLARE SOUNDS PROJECTIONでは、フジロックフェスティバル等に出演するなど、マルチに活動している。[1]

## ディスコグラフィ

### オムニバス参加作品
- 術ノ穴presents 「Hello!!! Vol.12」
  - YOLK「adore」収録。(M15)